# 藤野健太
藤野 健太（ふじの けんた、1978年3月21日 - ）は、日本中央競馬会 (JRA) ・栗東トレーニングセンターに所属している調教師。

## 来歴
2003年1月、JRA競馬学校厩務員課程に入学し、7月に栗東・昆貢厩舎所属の厩務員になる。8月には調教助手になる。
2019年10月、栗東・高柳大輔厩舎所属の調教助手になる。
2022年12月、9回目の受験、2次試験は5回目で調教師試験に合格。
2024年3月6日、栗東トレーニングセンターに厩舎を開業。3月10日、初出走となるレースに、田中克典厩舎より転厩したキングダムウイナーが出走するも8着。このレースは同じく2024年より厩舎を開業した河嶋宏樹も初出走であり結果は5着であった。
2024年4月6日、福島4Rの障害4歳以上未勝利にて、森一馬騎乗のヴァレッタカズマが1着となり、延15頭目でJRA初勝利を飾る。藤野は「1番人気だったので勝てて良かったです。預けていただいた馬主さん、良い状態で引き継いでいただいた安田隆行元調教師、育成牧場の皆様、慣れない環境下で尽力していただいた厩舎スタッフほか関係者の皆様に感謝しています。これからも応援のほどよろしくお願い申し上げます」とコメントした。

## 調教師成績
|            | 日付           | 競馬場・開催  | 競走名                  | 馬名               | 頭数 | 人気 | 着順 |
| ---------- | -------------- | ------------- | ----------------------- | ------------------ | ---- | ---- | ---- |
| 初出走     | 2024年3月10日  | 1回阪神6日9R  | 天神橋特別              | キングダムウイナー | 10頭 | 9    | 8着  |
| 初勝利     | 2024年4月6日   | 1回福島1日4R  | 障害4歳以上未勝利       | ヴァレッタカズマ   | 14頭 | 1    | 1着  |
| 重賞初出走 | 2024年11月9日  | 6回京都3日11R | デイリー杯2歳ステークス | ドラゴンブースト   | 7頭  | 3    | 2着  |
| 重賞初勝利 |                |               |                         |                    |      |      |      |
| GI初出走   | 2024年12月15日 | 7回京都6日11R | 朝日杯フューチュリティS | ドラゴンブースト   | 16頭 | 10   | 7着  |
| GI初勝利   |                |               |                         |                    |      |      |      |

## 主な管理馬
- ゼルトザーム
- ドラゴンブースト

## エピソード
- 高柳大輔厩舎では、GI馬テーオーケインズに携わった[3]。
- 2021年調教中に右足を骨折して障害が残り、馬に乗れなくなる[7]。
- 2024年3月5日付で騎手免許を取り消すこととなった北沢伸也が引退後に厩舎所属の調教助手となる[8]。

## 主な厩舎所属者
- 北沢伸也（2024年 -  調教助手）